# 多伦诺尔厅
多伦诺尔厅，清朝时设置的厅。
清朝初年为察哈尔部牧场，地名多伦诺尔，以多伦泊在其北得名。康熙三十年（1691年），康熙帝大会喀尔喀蒙古诸部于此。雍正十年（1732年），因商民贸易日益增多而置厅。治所在今内蒙古自治区多伦县。属直隶口北道。为口北三厅之一。管理察哈尔东翼正蓝、镶白、正黄、镶黄四旗及蒙古内札萨克、喀尔喀旗民事务。1913年改置多伦县。